# كأس مصر 1933–34
بطولة كأس مصر لكرة القدم 1933–34 وتعرف أيضًا بـكأس الأمير فاروق 1933–34 هي النسخة الثالثة عشر من أعلى بطولة إقصائية مصرية وهي كأس مصر لكرة القدم. انتهت بفوز الأوليمبي بلقبه الثاني على التوالي وعلى الإطلاق.

## الأدوار

### ربع النهائي
| 15 أبريل 1934 | المصري | 4–2 | شرطة القاهرة |  |

| 20 أبريل 1934 | المختلط                                                 | 4–1 | السكة الحديد |  |
|               | محمد خميس · مصطفى كامل طه · محمد لطيف · إسماعيل السمكري |     | الكسار       |  |

| 22 أبريل 1934 | الأهلي | 1–0 | الاتحاد السكندري |  |

| 22 أبريل 1934 | الأوليمبي | 3–2 | الترسانة |  |

### نصف النهائي
| 11 مايو 1934 | المختلط                                  | 3–0 | الأهلي |  |
|              | مصطفى كامل طه 14'، 77' · إسماعيل السمكري |     |        |  |

| 11 مايو 1934 | الأوليمبي         | 2–1 | المصري |  |
|              | خميس عاشور · وردة |     | الحلبي |  |

### النهائي
| 13 مايو 1934                                                                                           | المختلط | 0–1 (ب.و.إ.) | الأوليمبي       |  |
| |         |              | فتيحة وردة 134' |  |
| ملاحظة: لعبت 30 دقيقة إضافية بعد انتهاء الوقت الأصلي بالتعادل السلبي، ومع استمراره لعبت 15 دقيقة أخرى. |         |              |                 |  |